# Parabruchobius
Parabruchobius is een geslacht van vliesvleugeligen uit de familie Pteromalidae. De wetenschappelijke naam van dit geslacht is voor het eerst geldig gepubliceerd in 1951 door Risbec.

## Soorten
Het geslacht Parabruchobius omvat de volgende soorten:
- Parabruchobius malgacinus Risbec, 1960
- Parabruchobius senegalensis Risbec, 1951